# Nicana
Nicana (hebrejsky נִצָּנָה nebo ניצנה, v oficiálním přepisu do angličtiny Nizzana (Qehilat Hinuh) , přepisováno též Nitzana) je vesnice typu společná osada (jišuv kehilati) a vzdělávací komplex (mládežnická vesnice) v Izraeli, v Jižním distriktu, v Oblastní radě Ramat ha-Negev.

## Geografie
Leží v nadmořské výšce 248 metrů v centrální části pouště Negev. Jde o aridní oblast, ve které jsou jen drobné enklávy zemědělsky využívané půdy v bezprostředním okolí vesnice. Severovýchodně od vesnice začíná zcela suchá oblast písečných dun Cholot Chaluca. Zdejší krajina má mírně zvlněný terén, který člení četná vádí. Na východním okraji obce je to vádí Nachal Nicana.
Obec se nachází 50 kilometrů od břehu Středozemního moře, cca 135 kilometrů jihojihozápadně od centra Tel Avivu, cca 125 kilometrů jihozápadně od historického jádra Jeruzalému a 54 kilometrů jihozápadně od města Beerševa. Nicanu obývají Židé, přičemž osídlení v tomto regionu je etnicky převážně židovské.
Nicana je na dopravní síť napojena pomocí lokální silnice 211. Přímo podél hranice tu vede i dálnice číslo 10.

## Dějiny
Nicana byla založena v roce 1980. Je součástí bloku zemědělských sídel v tomto regionu nedaleko izraelsko-egyptské hranice, kde se nachází i hraniční přechod Nicana. Pojmenována je podle starověkého sídla, jehož pozůstatky se zde dochovaly v lokalitě Tel Nicana. Po první arabsko-izraelské válce v letech 1948–1949 se toto pohraniční území okolo Nicany stalo demilitarizovanou zónou. V následujících letech se pak izraelská i egyptská vláda opakovaně přely o režim v této zóně. V září 1953 Egypt protestoval proti izraelskému zřizování trvalého osídlení v demilitarizované zóně. Rozbroje se opakovaly z téhož důvodu v září 1955. V listopadu 1955 dokonce následoval vpád izraelských jednotek přes hranici a zajetí několika egyptských vojáků.
Již roku 1977 se utvořilo osadnické jádro zaměřené na osídlení této lokality. Jeho členové se sem do provizorního tábora začali stěhovat v roce 1980. Osadu pojmenovali Kadeš Barne'a podle biblické lokality Kádeš zmiňované v tomto regionu v Knize Numeri 13,26 Vládní výbor pro pojmenovávání sídel ale toto označení neschválil, takže oficiálně získala název Nicanej Sinaj.Přípravu výstavby vesnice ale zkomplikovaly potíže vzniklé kvůli tehdy probíhající evakuaci židovských osad na Sinajském poloostrově v důsledku podpisu egyptsko-izraelské mírové smlouvy, kdy Izrael území Sinaje vrátil Egyptu. Po osm měsíců tak osadníci pobývali v nedaleké vesnici Ašalim. Teprve pak se nastěhovalo prvních deset rodin do nové osady. Ta byla až po letech oficiálně uznána vládou za samostatnou administrativní jednotku a zároveň se přestěhovala o několik kilometrů, kde dodnes existuje pod jménem Nicanej Sinaj.
V roce 1986 pak v původní uprázdněné lokalitě vznikl vzdělávací komplex (mládežnická vesnice) Nicana. Jeho vznik inicioval politik Arje Eli'av. Areál vlastní Židovská agentura. Funguje tu školský institut zaměřený například na ekologii, centrum pro rehabilitaci fyzicky či psychicky postižené mládeže a vzdělávací ústav pro nové imigranty. Studenti zde pobývají v internátu. Součástí komplexu jsou sportovní areály, plavecký bazén, synagoga, muzeum, společná jídelna, zdravotní středisko a návštěvnické centrum. Během roku se tu vystřídá až 15 000 studentů. Zaměstnanci ústavu plánují výstavbu obytné čtvrti, které by přiléhala ke škole.

## Demografie
Obyvatelstvo osady je sekulární. Podle údajů z roku 2014 tvořili naprostou většinu obyvatel v Nicaně Židé (včetně statistické kategorie "ostatní", která zahrnuje nearabské obyvatele židovského původu ale bez formální příslušnosti k židovskému náboženství).
Jde o menší obec vesnického typu s dlouhodobě klesající populací. K 31. prosinci 2014 zde žilo 64 lidí. Během roku 2013 populace klesla o 12,3 %.
| Rok            | 1983 | 1995 | 2001 | 2003 | 2004 | 2005 | 2006 | 2007 | 2008 | 2009 | 2010 | 2011 | 2012 | 2013 | 2014 |
| -------------- | ---- | ---- | ---- | ---- | ---- | ---- | ---- | ---- | ---- | ---- | ---- | ---- | ---- | ---- | ---- |
| Počet obyvatel | 34   | 106  | 152  | 177  | 142  | 130  | 119  | 96   | 51   | 89   | 75   | 74   | 74   | 73   | 64   |